# Zhuliana Jorganxhi
Zhuliana Jorganxhi, född 1946 i Korça i Albanien, är en albansk skribent och låtskrivare. Jorganxhi har skrivit 5 vinnarbidrag i Festivali i Këngës mellan år 1974 och 1991.

## Biografi
Jorganxhi föddes till en familj musiker. Hennes far, Gaqo Jorganxhi, har tilldelats titeln Artistë i Merituar. Jorganxhi tog examen i sin hemstad 1964 och utbildade sig därefter vidare vid Tiranas universitet. Efter att ha utbildat sig jobbade hon i 6 år vid tidningen Shqiptarja e re och efter 1975 vid Radio Televizioni Shqiptar. 
Jorganxhis första vinnarbidrag i Festivali i Këngës blev låten "Vajzat e fshatit tim" framförd av Alida Hisku år 1974. 1977 var hon med och skrev Vaçe Zelas vinnande låt "Gonxhe në pemën e lirisë". 1979 skrev hon "Festë ka sot Shqipëria" som vann tävlingen framförd av Zeliha Sina, Liljana Kondakçi & Afërdita Zonja. Året därpå vann en av hennes låtar tävlingen igen, "Shoqet tona ilegale" framförd av Vaçe Zela. Jorganxhis senaste vinnarbidrag kom i Festivali i Këngës 30, då Ardit Gjebrea vann med låten "Jon". I samma tävling hade hon även skrivit låtarna som slutade på andra och tredje plats.
För första gången på flera år kommer hon 2014 att ha med ett bidrag i Festivali i Këngës 53. Låten "Himn" som komponerats och framförs av Gjergj Leka, har Jorganxhi skrivit.